# Avondale Estates
Avondale Estates – miasto w Stanach Zjednoczonych, w stanie Georgia, w hrabstwie DeKalb.